# Omiodes origoalis
Omiodes origoalis is een vlinder uit de familie van de grasmotten (Crambidae), uit de onderfamilie van de Spilomelinae. De wetenschappelijke naam van deze soort is voor het eerst voorgesteld als Botys origoalis door Francis Walker in een publicatie uit 1859.
De spanwijdte bedraagt ongeveer 2,5 centimeter.

## Verspreiding
De soort komt voor in India, Thailand, Indonesië (Sulawesi) en Australië (Queensland).

## Waardplanten
De rups leeft op Mucuna gigantea (Fabaceae).